# Condado de Crittenden (Kentucky)
O Condado de Crittenden é um dos 120 condados do estado americano de Kentucky. A sede do condado é Marion, e sua maior cidade é Marion. O condado possui uma área de 961 km² (dos quais 23 km² estão cobertos por água), uma população de 9 384 habitantes, e uma densidade populacional de 10 hab/km² (segundo o censo nacional de 2000). O condado foi fundado em 1842. O condado proíbe a venda de bebidas alcoólicas.